# Pico-Union
Pico-Union est un quartier situé dans le centre-ville de Los Angeles, en Californie.

## Géographie
Les quartiers de Koreatown et Westlake se trouvent au nord de Pico. Le Downtown se situe, lui, à l'est du quartier. Pico-Union est aussi encerclé au sud par les quartiers d'Adams-Normandie, University Park et Exposition Park.

## Démographie
Le quartier comptait 44 664 habitants en 2008.
Le Los Angeles Times le considère comme peu diverse du point de vue ethnique, 85,4 % de la population étant hispanique, 7,6 % asiatique, 3,0 % blanche non hispanique, 2,9 % afro-américaine et 1,1 % appartenant à une autre catégorie ethno-raciale.